# Чартистко движение
Чартисткото движение е движение за политически и социални реформи в Обединеното кралство около средата на 19 век.
През 1838 г. Лондонското работническо дружество публикувало проект за парламентарна реформа под название Народна харта (на английски харта се произнася чартър, откъдето идва и названието на движението). Основните искания в хартата били всеобщо избирателно право за мъжете над 21 години, премахване на имуществения ценз за народните представители, тайно гласуване и др. Исканиятя на чартистите обаче били отхвърлени от парламента, въпреки че под хартата се подписали над 1,5 милиона работници и занаятчии.
През 1842 г. била организирана втора петиция, като към старите искания били прибавени нови - за по-ниски данъци, повишаване на заплатите, намалявяне на работния ден. Под нея се подписали над 3 милиона души. След като и тя била отхвърлена, в Северна Англия избухнала всеобща стачка. В някои градове се стигнало до въоръжени сблъсъци. През 1848 г. под влияние на революционната война, обхванала Европа, била изготвена и трета петиция, но тя също била обречена на неуспех.